# Adan (Tangan-Tangan)
Adan is een bestuurslaag in het regentschap Aceh Barat Daya van de provincie Atjeh, Indonesië. Adan telt 1461 inwoners (volkstelling 2010).